# Longa Marcha 2D

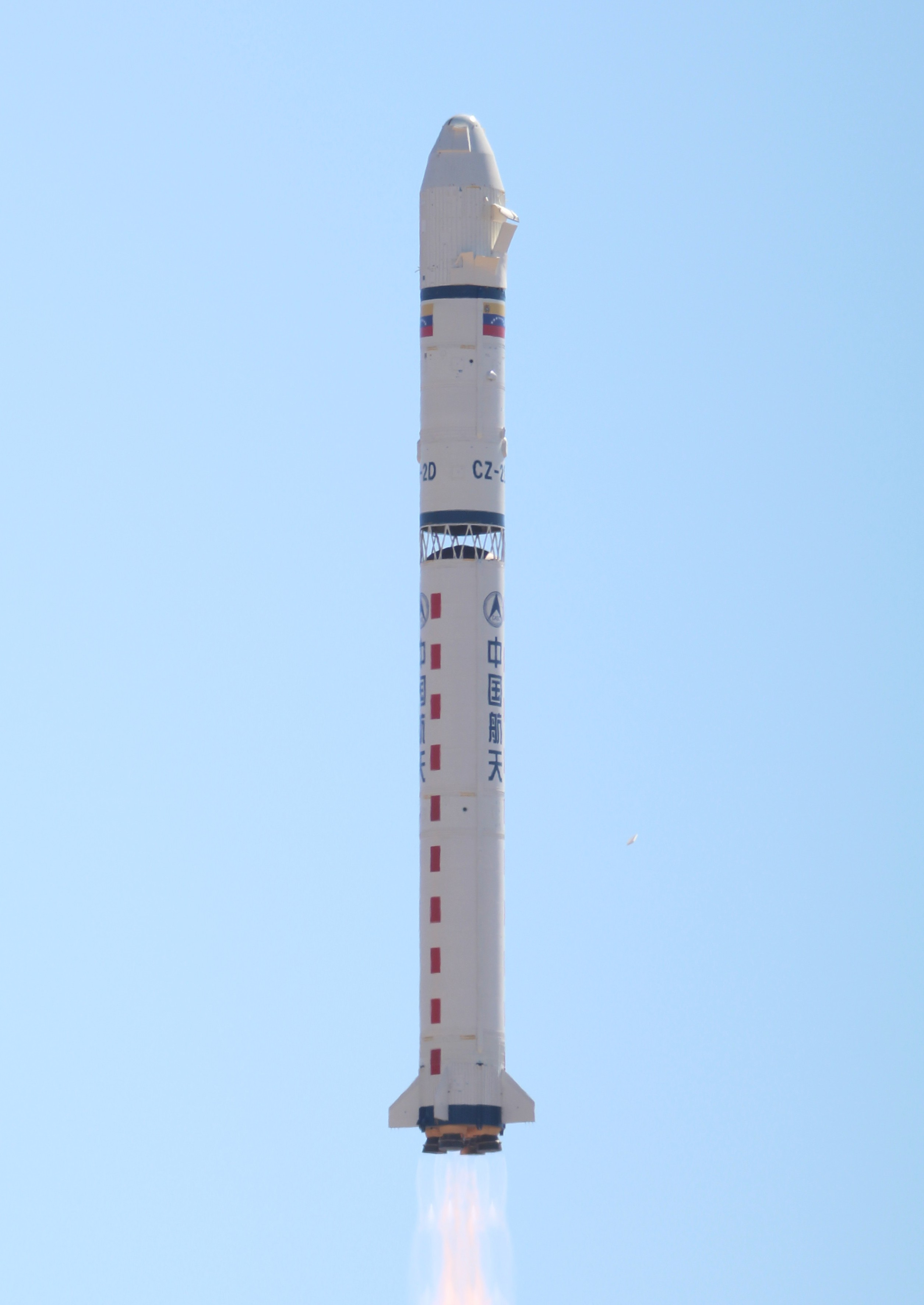
Um foguete Longa Marcha 2D sendo lançado em Setembro de 2012.

O Longa Marcha 2D (chinês: 长征二号丁火箭, pinyin: Chángzhēng huǒjiàn), também conhecido como Chang Zheng 2D, CZ-2D e LM-2D, é um veículo lançador orbital Chinês. 
Ele é um foguete de dois estágios, usado para lançar satélites e, órbita terrestre baixa (LEO) ou órbita semissíncrona (SSO). Ele é normalmente lançado das plataformas 2B 2 2S do Centro de Lançamento de Satélite de Jiuquan, apesar de poder ser lançado de outros centros. 
O Longa Marcha 2D fez o seu voo inaugural em 9 de Agosto de 1992. Ele é geralmente usado para lançar os satélites de reconhecimento: FSW-2 e FSW-3. O projetista chefe do Longa Marcha 2D, é o Sr. Ma Jia (马佳), e faz parte da família de foguetes Longa Marcha.

## Características
As principais características do Longa Marcha 2D, são:
- Altura:41,05 m
- Diâmetro: 3,35 m
- Massa total: 232.250 kg
- Estágios: 2
- Carga Útil para LEO: 3.500 kg
- Carga Útil para SSO: 1.300 kg

## Histórico de lançamentos
| Voo | Data                   | Plataforma de lançamento                              | Carga                                         | Resultado | Notas         |
| --- | ---------------------- | ----------------------------------------------------- | --------------------------------------------- | --------- | ------------- |
| 1   | 9 de agosto de 1992    | Centro de Lançamento de Satélite de Jiuquan, LC-2/138 | FSW-2 1                                       | Êxito     | Primeiro voo. |
| 2   | 3 de julho de 1994     | Centro de Lançamento de Satélite de Jiuquan, LC-2/138 | FSW-2 2                                       | Êxito     |               |
| 3   | 20 de outubro de 1996  | Centro de Lançamento de Satélite de Jiuquan, LC-2/138 | FSW-2 3                                       | Êxito     |               |
| 1   | 3 de novembro de 2003  | Centro de Lançamento de Satélite de Jiuquan, SLS-2    | FSW-3 1                                       | Êxito     |               |
| 2   | 27 de setembro de 2004 | Centro de Lançamento de Satélite de Jiuquan, SLS-2    | FSW-3 2                                       | Êxito     |               |
| 3   | 5 de julho de 2005     | Centro de Lançamento de Satélite de Jiuquan, SLS-2    | SJ-7                                          | Êxito     |               |
| 4   | 29 de agosto de 2005   | Centro de Lançamento de Satélite de Jiuquan, SLS-2    | FSW-3 3                                       | Êxito     |               |
| 5   | 25 de maio de 2007     | Centro de Lançamento de Satélite de Jiuquan, SLS-2    | Yaogan 2                                      | Êxito     |               |
| 6   | 5 de novembro de 2008  | Centro de Lançamento de Satélite de Jiuquan, SLS-2    | SY 3                                          | Êxito     |               |
| 7   | 1 de dezembro de 2008  | Centro de Lançamento de Satélite de Jiuquan, SLS-2    | Yaogan 4                                      | Êxito     |               |
| 8   | 9 de dezembro de 2009  | Centro de Lançamento de Satélite de Jiuquan, SLS-2    | Yaogan 7                                      | Êxito     |               |
| 9   | 15 de junho de 2010    | Centro de Lançamento de Satélite de Jiuquan, SLS-2    | SJ 12                                         | Êxito     |               |
| 10  | 24 de agosto de 2010   | Centro de Lançamento de Satélite de Jiuquan, SLS-2    | TH 1                                          | Êxito     |               |
| 11  | 22 de setembro de 2010 | Centro de Lançamento de Satélite de Jiuquan, SLS-2    | Yaogan 11                                     | Êxito     |               |
| 12  | 20 de novembro de 2011 | Centro de Lançamento de Satélite de Jiuquan, SLS-2    | SY 4                                          | Êxito     |               |
| 13  | 6 de maio de 2012      | Centro de Lançamento de Satélite de Jiuquan, SLS-2    | TH 1B                                         | Êxito     |               |
| 14  | 29 de setembro de 2012 | Centro de Lançamento de Satélite de Jiuquan, SLS-2    | VRSS 1                                        | Êxito     |               |
| 15  | 18 de dezembro de 2012 | Centro de Lançamento de Satélite de Jiuquan, SLS-2    | Göktürk 2                                     | Êxito     |               |
| 16  | 26 de abril de 2013    | Centro de Lançamento de Satélite de Jiuquan, SLS-2    | GF 1, TurkSat-3USat, CubeBug 1, NEE 01 Pegaso | Êxito     |               |
| 17  | 25 de novembro de 2013 | Centro de Lançamento de Satélite de Jiuquan, SLS-2    | Shiyan 5                                      | Êxito     |               |
| 18  | 4 de setembro de 2014  | Centro de Lançamento de Satélite de Jiuquan, SLS-2    | CX 1-04 / Ling Qiao                           | Êxito     |               |
| 19  | 20 de novembro de 2014 | Centro de Lançamento de Satélite de Jiuquan, SLS-2    | Yaogan 24                                     | Êxito     |               |